# レオ1世 (ローマ教皇)
レオ1世（Leo I、390年 - 461年11月10日）は、ローマ教皇（在位：440年9月29日 - 461年11月10日）。大教皇。カトリック教会、正教会、聖公会などで聖人。正教会ではロマの「パパ」聖レオと呼ばれる。カトリック教会では教会博士の一人。

## プロフィール

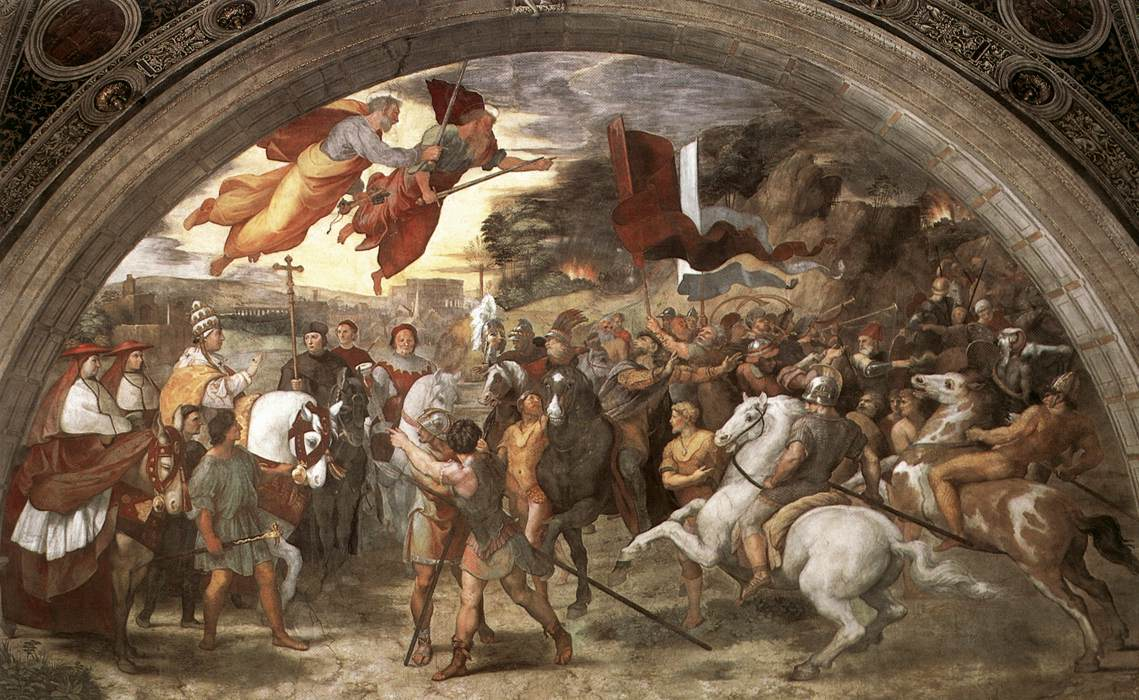
レオ1世とアッティラの会見（ラファエロ画、1514年）

390年、ピサ近郊で生まれた。若い頃の経歴はあまり詳しく分かっていない。ただ、史書によれば聡明かつ雄弁な人物で、440年に教皇として即位した後は地方教会の改革や教皇権の強化などに務めた。教義論争でも異端説を弾圧し、正統論を確立した。
またローマの世俗上の行政における功績もよく知られる。この頃のイタリアではフン族の首長・アッティラが侵攻してきていたが、レオ1世はアッティラと会見して平和的解決を図った。中世ハンガリーの年代記によると、教皇はアッティラへ、もしも平和裏にローマから去るならば、彼の後継者の一人が「聖なる王冠」を受け取るであろうと約束している。その結果、452年にアッティラはローマから撤退している（実際は、フン族の陣営に疫病と飢餓が発生していたと見られている）。ヨーロッパでは、ローマ教皇の忠告を守らなかったアッティラに神の天罰が下り死亡、残された部下は天罰を恐れ、ローマ教皇の忠告を守り、夕日を背にして生まれ故郷の東方に帰っていった、という非常に有名な伝承が残っている。この事件をキリスト教が布教活動に利用し、ヨーロッパでその後1,000年近く続く、王や諸侯よりも強大なキリスト教の権威が生まれるきっかけになった。また、455年にヴァンダル族の王ガイセリックの軍勢がローマに侵攻してきたときも、その責任者と会見することで虐殺やローマの破壊をしないよう要請し、平和的な解決に努めている。また、この教皇は、副助祭に至るまで、聖職者のあらゆる結婚を禁じた。
461年、72歳で死去した。
レオ1世が即位した頃の欧州では、ゲルマン民族の大移動による紛争時代であったが、レオ1世は常に平和的な解決を図り、武力による解決を好まなかった。このため、レオ1世は「大教皇」と称されている。

## 著作（日本語訳）
- 上智大学神学部 編、熊谷賢二 訳『キリストの神秘‐説教全集‐』創文社〈キリスト教古典叢書5〉、1965年。ISBN 4423392054。
- 上智大学中世思想研究所 編、加藤和哉 訳『書簡28‐コンスタンティノポリスのフラウィアヌスへの手紙（レオのトムス）』平凡社、1999年、1183-1201頁。ISBN 4582734146。